# Álvar Pérez de Castro
Álvar Pérez de Castro (m. 1384). Noble gallego. Fue hijo ilegítimo de Pedro Fernández de Castro, señor de Lemos, y de Aldonza Lorenzo de Valladares.
Fue el primer condestable de Portugal, y ostentó los títulos de conde de Arraiolos y de Viana y fue señor de Cadaval y Ferreira.
Fue bisnieto del rey Sancho IV de Castilla.

## Orígenes familiares
Fue hijo ilegítimo de Pedro Fernández de Castro y de Aldonza Lorenzo de Valladares. Era nieto por parte paterna de Fernando Rodríguez de Castro y de Violante Sánchez de Castilla, hija ilegítima de Sancho IV de Castilla, y por parte materna era nieto de Lorenzo Suárez de Valladares, ricohombre y consejero de los reyes Alfonso III y Dionisio I de Portugal, y de Sancha Núñez Chacín.
Fue hermano de Inés de Castro, segunda esposa de Pedro I de Portugal, y fue hermanastro de Fernán Ruiz de Castro, conde de Trastámara, Lemos y Sarria, y de la reina Juana de Castro, esposa de Pedro I de Castilla.

## Biografía
En 1371 recibió de manos de Fernando I de Portugal el título de conde de Viana. Fue nombrado en 1382 condestable de Portugal, título creado por Fernando I, y a su muerte dicho cargo pasó a ser desempeñado por Nuno Álvares Pereira. 
Falleció en julio de 1384, y en mayo de ese mismo año, dos meses antes de morir, sus bienes fueron concedidos a Juan Rodrigues Pereira, hijo del célebre condestable Nuno Álvares Pereira, a pesar de que también habían sido reclamados por el noble castellano Fernando Alfonso de Valencia.

## Sepultura
Fue sepultado junto con su esposa, María Ponce de León, en el convento de Santo Domingo de Lisboa, y los restos de ambos reposaban en la capilla de Santa Catalina del mencionado convento.

## Matrimonio y descendencia
Contrajo matrimonio con María Ponce de León, hija de Pedro Ponce de León el Viejo, señor de Marchena, y de Beatriz de Lauria, y fruto de su matrimonio nacieron los siguientes hijos:
- Pedro de Castro el Tuerto. Señor de Cadaval y del Peral. Contrajo matrimonio con Leonor de Meneses,[10] hija de Juan Alfonso Tello, IV conde de Barcelos y I conde de Ourém,[1] y fue sepultado junto con sus padres en la capilla de Santa Catalina del convento de Santo Domingo de Lisboa.[8]
- Beatriz de Castro. Contrajo matrimonio en 1381 con Pedro de Lara, conde de Mayorga e hijo ilegítimo de Juan Núñez III de Lara, señor de Lara y de Vizcaya, aunque no tuvieron descendencia.[11]
- Isabel de Castro (m. después de 1404).[12] Contrajo matrimonio en 1385 con Pedro Enríquez de Castilla, conde de Trastámara, condestable de Castilla y nieto del rey Alfonso XI de Castilla.[13]
- Alonso de Castro. Contrajo matrimonio con María Ramírez de Guzmán,[11] que era hija de García Fernández de Villagarcía, maestre de la Orden de Santiago y señor de Villagarcía, y de María Ramírez de Guzmán.